# Andō (Familienname)
Andō, Ando, Andó oder Andò ist ein japanischer Familienname.

## Namensträger
- Akira Andō (Musiker) (* 1955), japanischer Musiker
- Akira Andō (Fußballspieler) (* 1995), japanischer Fußballspieler
- Antonio Ando (1914–?), argentinischer Sportschütze
- Aoi Ando (* 2005), japanischer Fußballspieler
- Arián Andó (* 1999), ungarischer Handballspieler
- Asa Andō (* 1996), japanische Skirennläuferin
- Andō Chūichirō (1887–1954), japanischer Generalmajor
- Daisuke Andō (* 1991), japanischer Fußballspieler
- Flavio Andò (1851–1915), italienischer Schauspieler und Theaterdirektor
- Andō Hiroshi, eigentlicher Name von Takagi Taku (1907–1974), japanischer Literaturwissenschaftler, Musikkritiker und Schriftsteller
- Hiroshi Andō (Literaturwissenschaftler) (* 1958), japanischer Literaturwissenschaftler
- Hiroshi Andō (Regisseur) (* 1965), japanischer Filmregisseur und Drehbuchautor
- Hiroshi Andō (Politiker) (* 1965), japanischer Politiker (LDP)
- Andō Hirotarō (1871–1958), japanischer Agrarwissenschaftler
- Jun Andō (* 1984), japanischer Fußballspieler
- Kazuaki Andō (* 1967), japanischer Freestyle-Skier
- Kazuya Andō (* 1997), japanischer Fußballspieler
- Kenkichi Andō (* 1950), japanischer Gewichtheber
- Andō Kisaburō (1879–1954), japanischer Generalleutnant und Politiker
- Andō Kō (1878–1963), japanische Violinistin
- Kozō Andō (1940–2003), japanischer Kendoka
- Kozue Andō (* 1982), japanische Fußballspielerin
- Kunitake Andō (* 1942), japanischer Industriemanager
- Masahiro Andō (Animator) (* 1967), japanischer Animator und Regisseur
- Masahiro Andō (Fußballspieler) (* 1972), japanischer Fußballspieler
- Masanobu Andō (* 1975), japanischer Schauspieler und Regisseur
- Masaya Andō (* 1960), japanischer Ringer
- Andō Masazumi (1876–1955), japanischer Journalist und Politiker
- Miki Andō (* 1987), japanische Eiskunstläuferin
- Mikiko Andō (* 1992), japanische Gewichtheberin
- Mikio Andō (1930–1990), japanischer Schriftsteller
- Misako Andō (* 1971), japanische Softballspielerin
- Mizuki Andō (* 1999), japanischer Fußballspieler
- Momofuku Andō (1910–2007), japanischer Unternehmer und Erfinder
- Naito Ando (* 1997), japanischer Snowboarder
- Naoto Andō (* 1991), japanischer Fußballspieler
- Natsumi Andō (* 1970), japanische Mangazeichnerin
- Noboru Andō (1926–2015), japanischer Schauspieler, Sänger, Schriftsteller und Yakuza
- Andō Nobumasa (1820–1871), japanischer Shogunatsbeamter
- Andō Rikichi (1884–1946), japanischer General
- Andō Rinzo (1885–1939), japanischer Generalleutnant
- Roberto Andò (* 1959), italienischer Theater- und Filmregisseur
- Andō Saburō (1882–1963), japanischer Generalleutnant
- Sakura Andō (* 1986), japanische Schauspielerin
- Salvo Andò (* 1945), italienischer Politiker (PSI), Jurist und Hochschullehrer
- Andō Shōeki (1703–1762), japanischer Mediziner und Denker
- Andō Shōichi (1895–1952), japanischer Generalmajor
- Shun’ya Andō (* 1991), japanischer Fußballspieler
- Shunsuke Andō (* 1990), japanischer Fußballspieler
- Andō Tadao (General) (1895–1977), japanischer Generalmajor
- Tadao Andō (* 1941), japanischer Architekt
- Tarō Andō (* 1977), japanischer Kanute
- Andō Teibi (1853–1932), japanischer General
- Teru Ando (* 1995), japanischer Fußballspieler
- Tomoya Andō (* 1999), japanischer Fußballspieler
- Tomoyasu Andō (* 1974), japanischer Fußballspieler
- Toshio Andō (* 1946), japanischer Gartenbauwissenschaftler
- Tsubasa Andō (* 1996), japanischer Fußballspieler
- Andō Tsuguo (1919–2002), japanischer Schriftsteller
- Yasuhiro Andō (* 1969), japanischer Radrennfahrer
- Yuka Andō (* 1994), japanische Leichtathletin
- Yūya Andō (* 1977), japanischer Baseballspieler